# Bituruna

Localisation de Bituruna dans l'État du Paraná

Bituruna est une municipalité de l'État du Paraná au Brésil.
Sa population était de 16 803 habitants en 2009, elle s'étend sur 1 214,905 km2.
Elle fait partie de la Microrégion d'União da Vitória dans la Mésorégion du Sud-Est du Paraná.

## Maires
| Période | Période | Identité       | Étiquette | Qualité |
| ------- | ------- | -------------- | --------- | ------- |
| 2009    | 2012    | Remi Ransoniln | PTB       |         |